# Paul Hait
Paul Hait (Pasadena, Kalifornia, 1940. május 25. –) amerikai olimpiai bajnok úszó. Részt vett az 1960. évi nyári olimpiai játékokban, ahol csapatával közösen aranyérmet szerzett 4 × 100 m vegyes váltóban.